# Don Michael Paul
Donald Michael Paul, conhecido como Don Michael Paul (Newport Beach, 17 de abril de 1963), é um ator, roteirista, produtor e cineasta norte-americano.

## Biografia
Californiano de nascimento, estudou teatro na Universidade do Estado da Califórnia. Sua estréia na indústria do entretenimento ocorreu na participação do episódio "Trail's End" de 1983 da série de televisão "Trauma Center". No ano seguinte (1984), estreou no cinema, numa pequena participação na comédia "Lovelines".
Depois de pequenas participações em seriados de TV, foi contratado em 1986 para o elenco principal do telefilme "The Brotherhood of Justice", trabalhando ao lado de Keanu Reeves, Kiefer Sutherland e Billy Zane. Já em 1987, é o protagonista no filme "Winners Take All", assim como foi do elenco principal de "Alien from L.A." de 1988.
Com a carreira já consolidada como ator, Don Michael aventurou-se em outras áreas e em 1991, tornasse um dos produtores e o roteirista de "Harley Davidson and the Marlboro Man".
Ainda na década de 1990, iniciou uma nova carreira no show business; a de diretor, quando dirigiu o episódio "Stationary Target" de 1996 do seriado de televisão Renegade.
Entre os seus trabalhos de destaques como cineasta, estão produções como "Who's Your Caddy?", "Half Past Dead", "Lake Placid: The Final Chapter" e alguns filmes da franquia "Tremors", como "Tremors 5: Bloodlines", "Tremors 6: A Cold Day in Hell" ou "Tremors 7: Shrieker Island".